# Военный бюджет Украины
Военный бюджет Украины — это совокупность расходов государственного бюджета Украины, предназначенных для содержания и обеспечения Вооружённых сил и других силовых структур Украины.

## Динамика военных расходов Украины
- 1993 — 3,91 % ВНП Украины[1]
- 1997 — эквивалент 791,5 млн долларов США в национальной валюте[2]
- 2002 — 3,2 млрд гривен (менее 1,5 % ВВП Украины)[3], с учётом средств из специального фонда государственного бюджета Украины фактически выделено 3,4 млрд. гривен[4]
- 2003 — с учётом средств из специального фонда государственного бюджета Украины фактически выделено 4,3 млрд гривен[4]
- 2004 — с учётом средств из специального фонда государственного бюджета Украины фактически выделено 5,3 млрд гривен[4]
- 2005 — с учётом средств из специального фонда государственного бюджета Украины фактически выделено 5,9 млрд гривен[4]
- 2006 — с учётом средств из специального фонда государственного бюджета Украины фактически выделено 7,6 млрд гривен[4] (1,76 % ВВП)[5]
- 2007 — с учётом средств из специального фонда государственного бюджета Украины фактически выделено 9,1 млрд гривен[4]
- 2008 — с учётом средств из специального фонда государственного бюджета Украины фактически выделено 9,9 млрд гривен[4]
- 2009 — 11,65 млрд гривен[6] (1,0 % ВВП)[7]; с учётом средств из специального фонда государственного бюджета Украины фактически выделено 11,7 млрд гривен[4]
- 2010 — запланировано в бюджете 12,447 млрд гривен (1,15 % ВВП), выделено 10,533 млрд гривен (0,97 % ВВП)[8]
- 2011 — запланировано в бюджете 13,804 млрд гривен (1,07 % ВВП), выделено 12,709 млрд гривен (0,98 % ВВП)[9]
- 2012 — 16,38 млрд. гривен (1,1 % ВВП)[10]
- 2013 — 18,8 млрд. гривен (1,11 % ВВП)[11][12]
- 2014 — первоначально, принятый в середине января 2014 года государственный бюджет на 2014 год включал военный бюджет в размере 14,6 млрд. гривен и средства на финансирование развития вооружения и военной техники — ещё 563,32 млн. гривен[13]; 10 мая 2014 года министр финансов А. В. Шлапак сообщил, что в период с января 2014 года, когда был утвержден военный бюджет, военные расходы увеличились на 50 %, а военный бюджет — с 14 млрд гривен до более чем 20 млрд гривен[14]. 21 мая 2014 года для оплаты военных расходов начался выпуск казначейских облигаций «Военные» на общую сумму 100 млн гривен[15][16]. В июне 2014 года военный бюджет Украины составил 20,1 млрд гривен[17] (1,25 % ВВП)[18]. 4 июня 2014 года для всех участников АТО была введена денежная премия[19]. В дальнейшем, в соответствии с распоряжением правительства Украины № 652-р от 17 июля 2014 г. для закупки вооружения и военной техники было выделено ещё 598,9479 млн. гривен[20][21]. 31 июля 2014 года были выпущены облигации внутреннего государственного займа «Военные облигации» в бездокументарной форме на сумму 1 млрд. гривен[22] и введён «военный налог» — общегосударственный сбор по ставке 1,5 % с заработной платы физических лиц[23] и выигрышей участников государственных и негосударственных лотерей (по оценке министерства финансов Украины, введение военного сбора должно было позволить аккумулировать 2,9 млрд. гривен[24], однако фактически до 30 декабря 2014 было собрано только 1,885 млрд. гривен[25]). 26 августа 2014 года Кабинет Министров Украины утвердил решение № 768-р от 20 августа 2014 года, в соответствии с которым министерству обороны было дополнительно выделено ещё 5,9 млрд гривен из резервного фонда государственного бюджета[26]. Ещё 12,45 млн гривен было перечислено в течение 2014 года из местных и региональных бюджетов в качестве шефской помощи вооружённым силам от органов государственной власти[27]. Кроме того, с 8 апреля 2014 года[28] Верховная Рада разрешила финансирование армии за счёт пожертвований[29], помощь поступала в виде денежных средств (в период до 31 декабря 2014 года было получено 153,276 млн гривен[30]) и материальной помощи[31][32][33]. 2 октября 2014 министр обороны Украины В. В. Гелетей сообщил, что принято решение создать Совет волонтёров при министерстве обороны Украины, который будет координировать деятельность всех общественных организаций, оказывающих помощь украинской армии, содействовать материально-техническому обеспечению — закупать снаряжение (оптические приборы, коллиматорные прицелы, каски и др.), участвовать в ремонте военной техники и оказании медицинской помощи военнослужащим[34][35]

- 2015 — в декабре 2014 года было объявлено, что военные расходы на 2015 год составят не менее 50 млрд. гривен[36]; 8 января 2015 года было объявлено, что военный бюджет Украины составит 44,6 млрд гривен[37]; 17 июля 2015 было принято решение о выделении на нужды министерства обороны и вооружённых сил Украины дополнительных средств[38][39] в размере 5,3 млрд. гривен[40]. При этом, 6,39 млрд гривен из средств, перечисленных в январе — сентябре 2015 года, были получены за счёт военного сбора[41]. Кроме того, продолжалось финансирование армии из внебюджетных источников, помощь поступала в виде денежных средств (в период с 1 января до 31 декабря 2015 года было получено свыше 7 млн гривен[42]) и материальной помощи[43].

- 2016 — по предварительным расчётам, военный бюджет 2016 года планировали в размере не менее 100 млрд гривен (5 % ВВП)[44], а с учётом средств из специальных фондов — 113 млрд гривен[45]. В январе 2016 года военный бюджет был утверждён в размере 55,5 млрд гривен (2,45 % ВВП)[46], 6 октября 2016 года на военные расходы было дополнительно выделено ещё 7,1 млрд гривен[47]. Кроме того, продолжилось финансирование армии из внебюджетных источников, помощь поступала в виде денежных средств[48] (в период с 1 января до 18 октября 2016 года было получено свыше 680 тыс. гривен)[49] и материальной помощи. 11 февраля 2016 года президент Украины П. А. Порошенко подписал указ «О шефской помощи воинским частям Вооруженных сил Украины, Национальной гвардии Украины и Государственной пограничной службы Украины», в соответствии с которым часть помощь в обеспечении воинских частей продовольствием, горюче-смазочными материалами, материально-техническими средствами, в решении социально-бытовых проблем должны оказывать местные государственные администрации[50][51]
- 2017 — 129,3 млрд гривен[52] (5,2 % ВВП)[53]. После пожара на арсенале в Балаклее из резервного фонда государственного бюджета Украины было выделено ещё 200 млн гривен на обновление живучести военных складов и арсеналов вооружённых сил Украины[54], а 11 октября 2017 — ещё 100 млн гривен[55]. При этом, 15,1 млрд гривен были получены за счёт военного сбора[56]

- 2018 — запланировано не менее 5 % ВВП — в пределах от 163 млрд. гривен[57] или до 165 млрд гривен[58]. В ноябре 2018 года было выделено ещё 5 млрд. гривен[59]. Еще 200 млн долл. это планируемая помощь США[60] которая составит всего около 3,1 % общего бюджета.

- 2019 — запланировано: около 7,1 млрд долларов (не менее 5 % ВВП[61], по другим данным, свыше 5 % ВВП[62].

- 2020 — запланировано, по официальным данным: 245,8 млрд гривен (5,4 % ВВП страны)[63]
- 2021 — в соответствии с указом президента № 486/2020 от 5 ноября 2020 года военные расходы на 2021 год были запланированы в размере не менее 267,25 млрд. гривен (не менее 5,93 % ВВП)[64].

18 мая 2021 года президент Украины В. А. Зеленский своим указом № 196/2021 ввёл в действие решение СНБОУ от 14 мая 2021 года, на законодательном уровне устанавливающее, что в 2022-2024 гг. размер расходов на безопасность и оборону Украины должен составлять не менее 5% ВВП.
- 2022 — изначально было запланировано 319,4 млрд. гривен (5,95 % ВВП)[66]. 24 февраля 2022 года войска России, ДНР и ЛНР перешли в наступление и положение Украины осложнилось, потребовалось увеличение военных расходов. 25 февраля 2022 премьер-министр Д. Шмыгаль объявил о намерении выпустить военные облигации. 1 марта 2022 был проведён первый аукцион по размещению военных облигаций внутреннего государственного займа (на котором было получено 8,122 млрд гривен)[67]. 9 мая 2022 года Национальный банк Украины выкупил военные облигации на сумму 30 млрд гривен (для выполнения этого действия Верховная Рада приостановила действие статьи закона о Национальном банке Украины, запрещающей предоставление кредитов государству)[68]. 3 октября 2022 года военные облигации было разрешено продавать гражданам Украины через мобильное приложение "Дiя" (по цене 900 гривен за одну облигацию)[69].

## Законопроекты
В начале февраля 2015 года на рассмотрение Верховной Рады внесен законопроект, обязывающий российские компании, работающие на Украине, платить 10-процентный налог от доходов на нужды украинской армии. Об этом заявил на пресс-конференции заместитель главы комитета Верховной рады Украины по экономической политике Юрий Соловей.
27 февраля 2015 года на рассмотрение Верховной Рады внесен законопроект о введении специального сбора за отсрочку от призыва на военную службу во время частичной мобилизации (прибыль от реализации законопроекта оценивается в размере 1 364 769 600 гривен)